# Kunstmuseum der Region Ternopil
Das Kunstmuseum der Region Ternopil (ukrainisch Тернопільський обласний художній музей, abgekürzt ТОХМ) liegt in der ukrainischen Stadt Ternopil. Das Museum wurde am 1. Mai 1991 gegründet. Die Sammlung besteht aus ukrainischen Kunstwerken, europäischen Druckgrafiken und Werken von und um Dionisij Scholdra, einem Maler und Restaurator aus Ternopil.

## Geschichte
Durch den Zweiten Weltkrieg wurden die Räumlichkeiten des Regionalen Heimatmuseums Ternopil stark beschädigt. Nach der Ausbesserung der Beschädigungen wurde das Gebäude nicht weiter renoviert. Aufgrund dessen musste das Museum 1967 vorläufig geschlossen werden und die Sammlung wurde temporär umgelagert. Ab dem 6. Mai 1978 wurden daher einige Gemälde des Museums in der Kathedrale der Unbefleckten Empfängnis ausgestellt. Diese Gemäldegalerie Ternopil wurde von Ihor Hereta geleitet. Während das Regionale Heimatmuseum Ternopil 1982 in einen Neubau zog, blieb die Gemäldegalerie bis 1986 in der Kathedrale. Die Werke der Gemäldegalerie wurden im Januar 1986 in das spätere Gebäude des Regionalen Kunstmuseums Ternopil umgelagert. Zu diesem Zeitpunkt war das Museum jedoch noch nicht gegründet und die Räume mussten für Ausstellungszwecke erst umgebaut werden. Am 1. Mai 1991 wurde das Museum offiziell durch das Exekutivkomitee des Regionalrats (ukrainisch виконавчий комітет обласної ради) gegründet und am 1. Juni wurde der Betrieb aufgenommen. Nachdem organisatorische Probleme gelöst waren, wurde  1991 ein erster Ausstellungsraum mit einer posthumen Ausstellung von 48 Gemälden vom 1990 verstorbenen Künstler Andrij Petryk gezeigt. Im Oktober 1991 kamen zwei weitere Räume dazu, in denen Dauerausstellungen mit ukrainischer und internationaler Kunst geboten wurden.
Der aus Ternopil stammende Künstler und Restaurator Dionisij Scholdra arbeitet von 1993 bis 1995 im Museum und leitete die Restaurierungswerkstatt. Er restaurierte unter anderem Der Sänger (Співачка) von Józef Mehoffer und Porträt einer alten Frau (Портрет старої) von Wladimir Jegorowitsch Makowski. Zudem leitete er die Konservierung mehrerer westeuropäischer Gemälde, die sich bis heute in der Dauerausstellung befinden. Scholdra schenkte dem Museum 50 Gemälde aus seiner Sammlung. Kurz nach seinem Tod am 29. September 1995 wurde zu seinem 70. Geburtstag im Oktober eine Einzelausstellung mit seinen Werken eröffnet. Seit dem 20. September 1998 ist einer der Räume des Museums die Gedenkhalle für Dionisij Scholdra (МЕМОРІАЛЬНА ЗАЛА ДІОНІЗІЯ ШОЛДРИ), in der Kunstwerke, Arbeitsmaterialien und Reproduktionen von Kunstwerken, die Scholdra restaurierte, ausgestellt werden.
Im Sommer 2022 erhielt das Museum humanitäre Unterstützung durch die Internationale Allianz zum Schutz von Kulturerbe in Konfliktzonen (ALIPH). Hierdurch wurden Verpackungsmaterial, Feuerlöscher, Werkzeuge, Geräte zur Aufrechterhaltung der Temperatur und Luftfeuchtigkeit und Metallregale angeschafft, um besonders wertvolle Kunstwerke während des Russisch-Ukrainischen Kriegs besser schützen zu können.

## Sammlung
Die Sammlung basiert auf Werken des Regionalen Heimatmuseums Ternopil. Dieses hatte im Herbst 1939 die verstaatlichten Sammlungen der Grafen Potocki und Kosebrodskyj von westeuropäischen Werken aus dem 17. bis 19. Jahrhundert übernommen. Bis zum Anfang der 1960er-Jahre kamen Ikonen, Schnitzereien und alte Drucke in die Sammlung, darunter barocke Reliefs von Johann Georg Pinsel, hinzu.
Zur Gründung des Regionalen Kunstmuseums Ternopil wurden dem Museum 552 Kunstwerke gespendet und 139 weitere kamen später dazu. Es ist unbekannt, ob die Werke aus dem Regionalen Heimatmuseum Ternopil in dieser Zahl enthalten sind.
Im Jahr 2017 bestand die Sammlung aus 9061 Exponaten. Darunter sind 7382 Druckgrafiken, 936 Gemälde, 573 Objekte dekorativer und angewandter Kunst sowie 170 Skulpturen. Die bedeutendsten Bestände sind:
- 44 Etüden von Dmitri Hvorostovsky
- 95 Skizzen und Etüden von Jurij Vasyljovyč Čumak
- 50 Gemälde von Dionisij Scholdra
- 49 Gemälde von Andrij Petryk
- 92 Werke von Antin Maljuca
- 73 grafische Arbeiten von Wolodymyr Okrutnyj
- 41 Zeichnungen von Andrij Tkatschenko
- 6137 Kupferstiche aus der Sammlung von Emmanuil Berher

## Aufbau
Das Museum besteht aus vier Bereichen. In einem finden Wechselausstellungen von lokalen, nationalen oder Künstlern aus der ukrainischen Diaspora statt. Die anderen drei zeigen Dauerausstellungen:

### Ukrainische Kunst des 18. bis 21. Jahrhunderts
Dieser Bereich ist in drei Abschnitte unterteilt. Der erste präsentiert Malereien, Schnitzereien und Grafiken aus Galizien und sakrale Kunst aus dem 18. bis 20. Jahrhundert, darunter die Reliefs von Johann Georg Pinsel. Der zweite Abschnitt stellt ukrainische Werke aus dem späten 19. Jahrhundert und frühen 20. Jahrhunderts aus. Der dritte enthält Kunstwerke von Künstlern, die in der Region Ternopil geboren wurden oder lebten, darunter auch zeitgenössische Künstler und Werke von Personen der ukrainischen Diaspora.

### Ausländische Kunst des 18. bis 20. Jahrhunderts
Der Bereich mit ausländischer oder nicht-ukrainischer Kunst zeigt unter anderem westeuropäische Grafiken, die ursprünglich aus der Sammlung der Staatlichen Eremitage kommen, darunter eine Radierung von Giovanni Battista Piranesi und eine Lithografie von Paul Gavarni. Ein großer Abschnitt wird von Gemälden polnischer Maler eingenommen, darunter Franz Xaver Lampi, Józef Mehoffer oder Wojciech Kossak. Weiter werden religiöse Gemälde aus Deutschland, Italien und Österreich sowie einige weitere Werke aus Frankreich, Tschechien und Russland in diesem Bereich ausgestellt.

### Gedenkhalle für Dionisij Scholdra
Diese Dauerausstellung besteht seit 20. September 1998 und ist dem Wirken von Dionisij Scholdra gewidmet. Sie enthält Kunstwerke, Fotokopien von Kunstwerken von Scholdra in Privatsammlungen, von ihm restaurierte Gemälde, Dokumente und Kataloge seiner Ausstellungen.

## Museumsdirektoren
- Ihor Duda (1991–2021)[11]
- Hryhorij Scherhej (2021–)[12]